# Popular Science

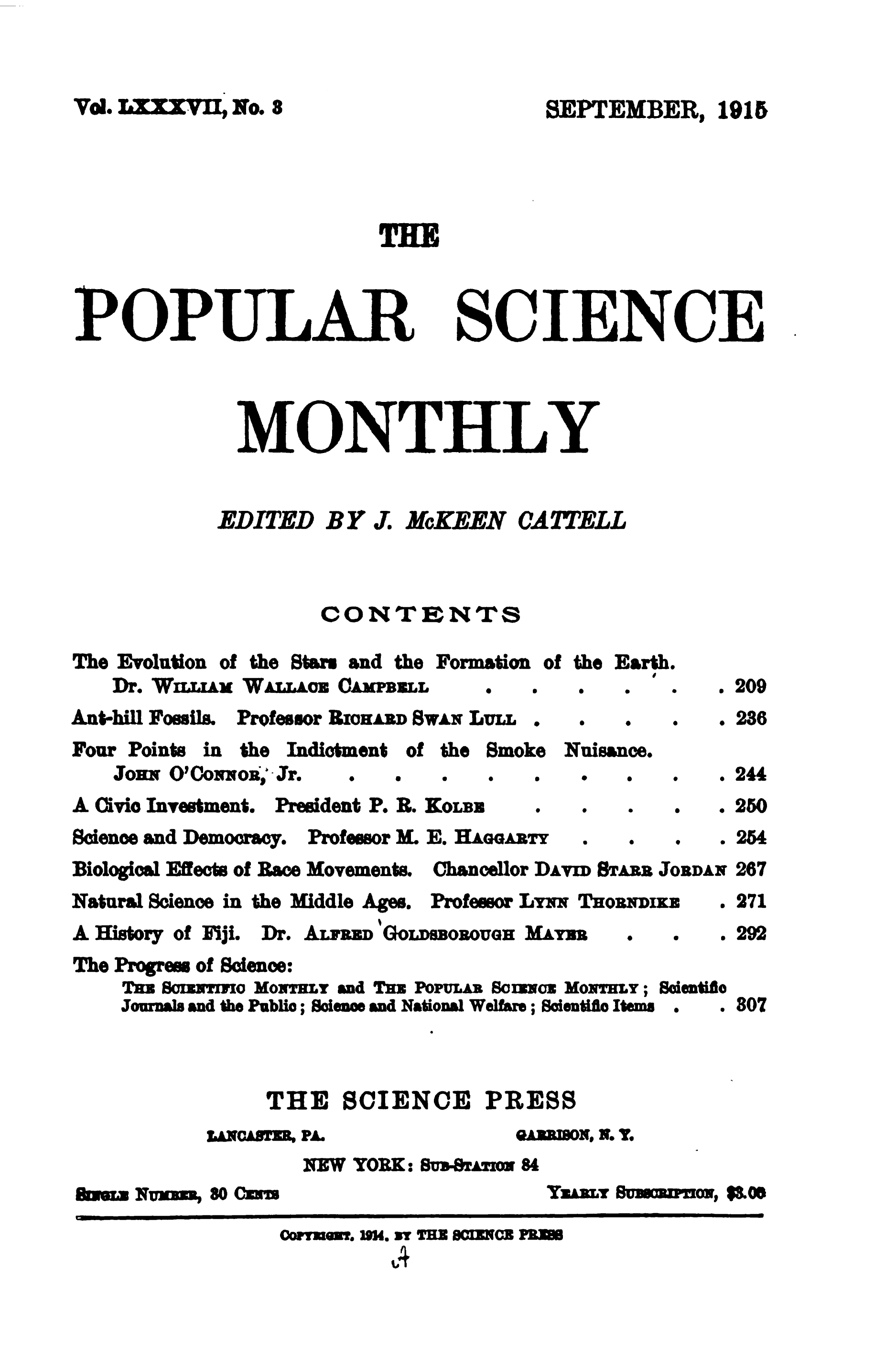

Popular Science (PopSci) — американський щомісячний науково-популярний журнал, що випускається з травня 1872. Popular Science, лауреат 58 премій і нагород, випускається на 30 мовах в 45 країнах світу. З 1999 року журнал представлений в інтернеті.

## Історія
Журнал Popular Science Monthly був заснований в травні 1872-го редактором журналу Appleton's Journal Едвардом Л. Юмансом (англ. Edward L. Youmans) з метою популяризації науки. У цьому виданні друкувалися статті про результати праць таких вчених, як Дарвін, Хакслі, Пастер, Пірс, Джемс, Едісон, Дьюї, Кеттел та інші.
У 1900 році видавець журналу, компанія D. Appleton & Company, змушений продати PopSci. Новим видавцем став Джеймс Кеттел, редактор журналу з 1900 року. Однак, інтерес публіки продовжував падати, і в 1915 році редакція перейшла до видавця журналу Scientific Monthly.
25 січня 2007 Time Warner продав приналежний йому на той момент журнал PopSci концерну Bonnier Group. З 24 вересня 2008 року в Австралії виходить регіональна версія журналу.
У 2007 році Popular Science організував проєкт Popular Science Predictions EXchange (PPX) — букмекерську платформу для ставок на пророкування новітніх винаходів і технологій. Наприклад, учасники проєкту могли робити ставки на дату виходу iPod touch або на дату заселення китайського міста Донгтан.
5 березня 2010 всі випуски журналу аж до березня 2009 року викладені у відкритому доступі на сайті Google Books.